# 29 Korpus Armijny (Imperium Rosyjskie)
29 Korpus Armijny Imperium Rosyjskiego (ros. 29-й армейский корпус) – wyższy związek taktyczny Armii Imperium Rosyjskiego sformowany w czasie I wojny światowej. Korpus rozformowano na początku 1918.

## Podporządkowanie
- 11 Armii (2.08.1914 – 28.02.1915)
- 3 Armii (od 20.04.1915)
- 13 Armii (od 24.07.1915)
- 3 Armii (12.08.1915 – 1.09.1916)
- 6 Armii (1.02 – 16.07.1917)
- 9 Armii (23.09 – grudzień 1917)

## Dowódcy Korpusu
- generał piechoty D. P. Zujew (wrzesień 1914 – wrzesień 1915)
- generał lejtnant N. J. Lisowskij (wrzesień 1915 – kwiecień 1917)
- generał lejtnant Eugeniusz de Henning-Michaelis (od maja 1917)